# 马库斯·斯文松
马库斯·斯文松（瑞典語：Marcus Svensson，1990年3月22日—），瑞典男子射击运动员。他曾代表瑞典参加2012年和2016年夏季奥林匹克运动会射击比赛，其中2016年奥运会获得一枚银牌。